# Чэнь Сяогун
Чэнь Сяогу́н (кит. упр. 陈小工, пиньинь Chén Xiǎogōng, р.1949) — военный деятель КНР, генерал-лейтенант (zhong jiang) в отставке. Занимал посты начальника ГРУ ГШ НОАК в 2006—2007 годах и заместителя командующего ВВС КНР с 2009 по 2013 годы.

## Биография
Чэнь Сяогун родился в августе 1949 в Вэйхае, провинция Шаньдун в семье дипломата Чэнь Чу, который впоследствии был первым послом КНР в Японии. С 1969 года Чэнь Сяогун — на службе в НОАК, в январе 1970 года вступил в коммунистическую партию. Окончил Цзилиньский университет, специализировался на всемирной истории. Во время китайско-вьетнамской войны 1979 года командовал батальоном.
В 2001 году Чэнь Сяогун был назначен военным атташе КНР в Вашингтоне, в 2006—2007 годах был начальником Главного разведывательного управления Генштаба НОАК. В 2007 году исполнял обязанности помощником начальника Генштаба НОАК, временно замещая генерала Сюнь Гуанкая, но в этой должности не проявил себя должным образом и в 2009 году был перемещён на должность заместителя командующего ВВС, несмотря на наличие у командующего четырёх заместителей.
В должности заместителя командующего ВВС Чэнь Сяогун курировал разведку, безопасность тренировок и международные связи.
Генерал-майор (1999), генерал-лейтенант (2008). Депутат Всекитайского собрания народных представителей 11-го созыва. Ушёл в отставку с военной службы в январе 2013 года.